# Jörg Zuch
Jörg Zuch (* 1962 in Ost-Berlin) ist ein deutscher Schauspieler und Producer.

## Leben
Jörg Zuch erlernte den Beruf des Wirtschaftskaufmanns mit der Spezialisierung auf Außenhandel. Während dieser Zeit machte er sein Abitur und Sprachkundigenabschlüsse in Englisch und Russisch. Danach arbeitete er als Bühnentechniker am Maxim-Gorki-Theater in Berlin. Von 1984 bis 1988 studierte er an der Hochschule für Schauspielkunst "Ernst Busch" in Berlin und schloss sein Studium mit Diplom ab. Während dieser Zeit arbeitete er am Berliner Ensemble in "Blaue Pferde auf rotem Gras" sowie im Maxim-Gorki-Theater in "Sinulja".
Nach Beendigung seines Studiums spielte er an vielen Theatern in Deutschland und der Schweiz sowie bei Film und Fernsehen.
Seit 2011 arbeitet er auch als Produzent und Producer. Seinen Abschluss als Producer machte er beim iSFF Berlin mit IHK-Zertifikat. Er produzierte den Kurzfilm I spy with my little eye - Was du nicht siehst.... Mit diesem Film war er auf 14 Festivals weltweit, u. a. in Jaipur (Indien), Soria (Spanien), Max Ophüls in Saarbrücken, Oregon (USA), New York (USA), Long Island (USA), Honolulu (USA). In Oregon (beste Kamera), in Rocester (Shoestring Award), Honolulu (bester ausländischer Film) und in Hollywood (bester Film beim Golden Egg Festival) gewann der Film jeweils einen Preis. 

## Filmografie

### Als Schauspieler (Auswahl)
- 1983: Flug des Falken Regie: Peter Wekwerth
- 1985: Theaterleute Regie: Konrad Hermann
- 1986: Brüder, nicht schießen! Regie: Gunther Friedrich
- 1987: Rapunzel Regie: Angelika Schmöller
- 1989: Polizeiruf 110 – Mitternachtsfall Regie: Gunther Friedrich
- 1991: Zorc: Rote Erde Regie: Paul Nichlas
- 1992: Achterbahn: Der Mann mit dem Tropenhelm Regie: Thomas Draeger
- 1996–1997: Kebab und Sauerkraut Regie: Michael Zens / Tony Mordente
- 1998: Die Sternbergs Regie: Gloria Behrens
- 1999: Atemlose Liebe Regie: Wilma Kottusch
- 1999: Dr. Sommerfeld – Neues vom Bülowbogen Regie: Karsten Wichniarz
- 1998–2004: Miteinander Regie: Rolf W. Liersch
- 2007: Der Fürst und das Mädchen (Fernsehserie, zwei Folgen) Regie: Karsten Wichniarz
- 2009: Henri 4 Regie: Jo Baier
- 2020: Großstadtrevier Regie: Andrea Katzenberger
- 2021/2022: WIR  Regie: Ester Amrami, Kerstin Polte, Chris Miera
- 2021: Arietes Regie: Christian Hoffmann
- 2022: Pfefferkörner  Regie: Andrea Katzenberger
- 2022: Am Ende das Licht Regie: Robert von Wroblewsky
- 2022: SOKO Wismar Regie: Ann-Kristin Knubben
- 2023: Mandat für Mai Regie: Sven Fehrensen

### Als Produzent
- 2009:  I spy with my little eye - Was du nicht siehst (Kurzfilm)

## Theater
Als Schauspieler (Auswahl)
- 1988 Der kaukasische Kreidekreis von Bertolt Brecht
- 1985–1988 Blaue Pferde auf rotem Gras von Michail Schatrow (Regie: Christoph Schroth)
- 1988 Sinulja von Alexander Gelman (Regie: Klaus Manchen)
- 1989 Das Kaffeehaus von Carlo Goldoni (Regie: Katja Paryla)
- 1989 Die Übergangsgesellschaft von Volker Braun
- 1989 Die Räuber von Friedrich von Schiller
- 1990 Torquato Tasso von Johann Wolfgang von Goethe
- 1990 Seance von Ireneusz Iredinsky
- 1991 Bezahlt wird nicht von Dario Fo
- 1992 Ein Blick von der Brücke von Arthur Miller
- 1993 Ein Sommernachtstraum von William Shakespeare
- 1994 Der Klassenfeind von Nigel Williams
- 1994 Die Schule der Ehemänner von Moliere
- 1994 Amphitryon von Heinrich von Kleist
- 1995 Der entfesselte Wotan von Ernst Toller
- 1995 Mein Kampf von George Tabori
- 1996 Otello darf nicht platzen von Ken Ludwig
- 1999 Götz von Berlichingen von Johan Wolfgang von Goethe
- 1998–2000 Die neuen Leiden des jungen W. von Ulrich Plenzdorf
- 2000 Oleanna von David Mamet
- 2001 Mr. Peters Verbindungen von Arthur Miller
- 2001–2002 Alles Liebe von Katharina Tanner
- 2001–2002 Der Besuch der alten Dame von Friedrich Dürrenmatt
- 2001–2002 Das Sparschwein von Eugene Labiche
- 2001–2007 Gretchen 89 ff. von Lutz Hübner
- 2002 Faust von Johann Wolfgang von Goethe
- 2003–2004 Ladies Night von Stephen Sinclair / Anthony McCarten
- 2003 West Side Story von Leonard Bernstein
- 2003 Woyzeck von Georg Büchner
- 2003–2004 Mein Onkel Bob von Wilfried Happel
- 2003–2004 Floh im Ohr von Georges Feydeau
- 2004–2005 Was ihr wollt von William Shakespeare
- 2004–2005 Kabale und Liebe von Friedrich von Schiller
- 2005 Sein oder Nichtsein von Jan Mendell
- 2005 Publikumsbeschimpfung von Peter Handke
- 2005 Das Leben auf der Praca Roosevelt von Dea Loher
- 2005 Die Zähmung der Widerspenstigen von William Shakespeare
- 2006 Der tollste Tag von Peter Turrini
- 2006–2008 Mütter von Franz Wittenbrink
- 2007 Das Käthchen von Heilbronn von Heinrich von Kleist
- 2007–2008 Mamma Mia von Benny Anderson / Björn Ulvaeus
- 2009–2010 Der König der Herzen von Alistair Beaton
- 2010–2012 Zebralla von Frank Lüdecke / Dieter Hallervorden
- 2013–2014 Die Firma dankt von Lutz Hübner
- 2013 Mamma Mia von Benny Anderson / Björn Ulvaeus
- 2013–2014 Gefährten von Nick Stafford
- 2014–2015 Mamma Mia von Benny Anderson / Björn Ulvaeus
- 2016–2018 Tour de Farce von Philip LaZebnik und Kingsley Day Regie: Andrea Katzenberger
- 2018–2020 Mamma Mia von Benny Anderson / Björn Ulvaeus
- 2023 Beute von Joe Orton

Als Regisseur / Coach
seit 2023 bei TUI Cruises für die "Mein Schiff" - Flotte

## Auszeichnungen und Preise
- Preis für die beste Kamera für "I spy with my little eye" - Independent Film Festival Oregon, USA 2011
- Preis für den besten ausländischen Film für "I spy with my litte eye" - Filmfestival Honolulu, Hawaii, USA 2012
- Shoestring Award für "I spy with my little eye" - Rocester Filmfestival, Rocester, USA 2012
- Preis für den besten Film "I spy with my little eye" Golden Egg Filmfestival Hollywood, L.A., USA 2014